# Haghefilm
Haghefilm was een filmbedrijf in 1914 opgericht door Willy Mullens, en vestigde al gauw een reputatie als het grootste en bekendste productiebedrijf in Nederland.
Tijdens de Tweede Wereldoorlog leverde Haghefilm de ondertiteling voor de Nederlandse versie van Die Deutsche Wochenschau, het officiële Duitse filmjournaal.
Het bedrijf produceerde ook filmjournaals, en was een vroege concurrent van het Polygoonjournaal.
In 1977-78 werd de naam veranderd in "Color Film Center", en in 1984 sloot het bedrijf de poorten als gevolg van mismanagement, gedemotiveerd personeel en concurrentie. Vier van de werknemers begonnen voor zichzelf en kochten de rechten voor de naam "Haghefilm"; het bedrijf richt zich nu op het bewerken en restaureren van archieffilm. Het gezonde bedrijfsonderdeel, gespecialiseerd in vertaling en ondertiteling van 16mm en 35mm film, ging verder onder de naam "Filmtext".